# Ок-Гров (Миннесота)
Ок-Гров (англ. Oak Grove) — город в округе Анока, штат Миннесота, США. По данным переписи за 2010 год число жителей города составляло 8031 человек.

## Географическое положение
По данным Бюро переписи населения США город имеет общую площадь в 91,1 км² (87,7 км² — суша, 3,4 км² — вода).

## История
Деревня была основана в 1854 году. Ок-Гров был инкорпорирован как тауншип в 1857 году, как город — в 1993 году.

## Население
| Год переписи | Нас. |  | %±    |
| ------------ | ---- |  | ----- |
| 2000         | 6903 |  | —     |
| 2010         | 8031 |  | 16,3% |
| 2016         | 8545 |  | 6,4%  |

По данным переписи 2010 года население Ок-Грова составляло 8031 человек (из них 52,3 % мужчин и 47,7 % женщин), в городе было 2744 домашних хозяйства и 2237 семьи. На территории города было расположено 2882 постройки со средней плотностью 31,6 построек на один квадратный километр суши. Расовый состав: белые — 95,8 %, афроамериканцы — 0,5 %, азиаты — 1,9 %, коренные американцы — 0,3 %. На 2016 год население Ок-Грова было распределено по происхождению следующим образом: 6,3 % — американское, 30,7 % — немецкое, 10,6 % — ирландское, 5,7 % — английское, 12,7 % — шведское, 15,7 % — норвежское происхождение.
Население города по возрастному диапазону по данным переписи 2010 года распределилось следующим образом: 26,5 % — жители младше 18 лет, 3,8 % — между 18 и 21 годами, 61,5 % — от 21 до 65 лет и 8,2 % — в возрасте 65 лет и старше. Средний возраст населения — 40,0 лет. На каждые 100 женщин в Ок-Грове приходилось 109,5 мужчин, при этом на 100 совершеннолетних женщин приходилось уже 109,1 мужчин сопоставимого возраста.
Из 2744 домашнего хозяйства 81,5 % представляли собой семьи: 72,6 % совместно проживающих супружеских пар (32,1 % с детьми младше 18 лет); 4,7 % — женщины, проживающие без мужей и 4,3 % — мужчины, проживающие без жён. 18,5 % не имели семьи. В среднем домашнее хозяйство ведут 2,92 человека, а средний размер семьи — 3,21 человека. В одиночестве проживали 13,1 % населения, 3,6 % составляли одинокие пожилые люди (старше 65 лет).

## Экономика
В 2016 году из 6555 человек старше 16 лет имели работу 4619. При этом мужчины имели медианный доход в 61 337 долларов США в год против 41 600 долларов среднегодового дохода у женщин. В 2014 году медианный доход на семью оценивался в 97 254 $, на домашнее хозяйство — в 85 446 $. Доход на душу населения — 34 165 $ в год.